# Leif Bergendorff
Leif Bergendorff, född 13 augusti 1944 i Brännkyrka församling i Stockholm, är en svensk redaktör och manusförfattare till serien 91:an Karlsson. Bergendorff har skrivit över hundra 91:an-manus och besvarar även brev som kommer till 91:ans insändarsida, "Ställ 91:an mot väggen".
Bergendorff gör även manus till Åsa-Nisse, som både har en egen tidning och går som biserie i 91:an. Han har också skrivit text till tidningen Lilla Fridolf.
Leif Bergendorff är son till Stig Bergendorff och Inga, ogift Peterson, samt sonson till skådespelaren Emil Bergendorff. Han har varit gift med Ingela Bergendorff (född 1942).